# Gyergyóvárhegy község
Gyergyóvárhegy község (románul: Comuna Subcetate) község Hargita megyében, Romániában. Központja Gyergyóvárhegy, beosztott falvai Dudád, Fülpe, Kalnács.

## Népessége
A 2011-es népszámlálás adatai alapján a község népessége 1832 fő volt.